# Cauchy-eloszlás

A Breit–Wigner formula grafikonja

A Breit–Wigner eloszlás vagy Breit–Wigner formula (Gregory Breit és Wigner Jenő után) egy folytonos valószínűségi eloszlás az alábbi sűrűségfüggvénnyel
{\displaystyle \sigma (E)={\frac {1}{2\pi }}{\frac {\Gamma ^{2}}{(E-M)^{2}+\Gamma ^{2}/4}}}.
Sokszor Lorentz-görbeként vagy Cauchy-eloszlásként (kiejtés: IPA [koʃi]; kb. kosi) hivatkoznak rá, főképp a matematikai valószínűségszámítás területén.
Fizikai jelentősége a rezonanciagörbék leírásában van (például a részecskefizika vagy a kényszer által rezegtetett harmonikus oszcillátorok esetén). A fenti jelölésben Γ a félértékszélességet, M a maximum helyét jelenti.
A részecskefizikában többek között a rövid életű részecskék energiaeloszlását írja le. A Heisenberg-féle határozatlansági reláció szerint minél rövidebb az élettartam, annál nagyobb a Γ félértékszélesség, azaz annál jobban eltérhet a megfigyelt részecske energiája a legvalószínűbb értéktől.